# Ары-Мас
Ары-Мас — лес в Красноярском крае в южной части полуострова Таймыр, Россия; один из самых северных лесов в мире. Название леса переводится с долганского языка как «лесной остров». Восточнее леса Ары-Мас находится Лукунский лес.

## Климат
Вегетационный период составляет приблизительно 100 дней. Зима длится с конца сентября — начала октября до начала июня, минимальные температуры составляют −35…−45 °C, скорость ветра зимой часто превышает 50 м/с.
Полярный день длится с конца июня до начала августа, средняя температура в июле +12 °C, часто до +30 °C.
Глубина протаивания вечной мерзлоты летом составляет 0,3—2 метра. Толщина вечной мерзлоты здесь составляет приблизительно 200 метров.

## Биологическое разнообразие
Из деревьев  произрастает только разновидность лиственницы Гмелина (Larix gmelinii), Larix gmelinii var. gmelinii [syn.  Larix dahurica Turcz. ex Trautv. — Лиственница даурская]. Также обнаружены 306 видов растений, 90 видов птиц и 20 видов млекопитающих. Видовой состав показывает, что Лукунский лес представляет собой тайгу, а не тундру.
Даурская лиственница встречается редко, отдельные деревья имеют высоту до 5—7 метров.

## Значение
Ары-Мас является охраняемой территорией площадью 156,11 км². Он составляет часть Таймырского государственный природного биосферного заповедника и охраняется с 1979 года.
Постоянные исследования даурской лиственницы начались в 1969 году и продолжаются до сих пор. Научные исследования публикуются в ежегодных докладах.

## Топографические карты
- Лист карты S-47-XXXV,XXXVI р. Бол. Лесная Рассоха. Масштаб: 1 : 200 000. Издание 1986 г.